# Сюдр, Маржи
Маржи Сюдр (фр. Margie Sudre; род. 17 октября 1943, Винь) — французский государственный и политический деятель вьетнамского происхождения с Реюньона, депутат Европейского парламента от этой Заморской территории Франции.

## Биография
До избрания в Европейский парламент от партии «Союз за народное движение» занимала несколько политических должностей, как региональных, так и на национальном уровне: президент регионального совета острова Реюньон (1993—1998), государственный секретарь по делам франкоязычного мира (1995—1997). Работала над тем, чтобы сделать французский язык вторым официальным языком Летних Олимпийских игр в Атланте.
Является членом «Союза за народное движение», который является частью «Европейской народной партии», и заседает в Комитете Европейского парламента по рыболовству и Комитете Европейского парламента по региональному развитию.
Является членом делегации в Комитете парламентского сотрудничества ЕС-Россия, делегации по связям со странами Юго-Восточной Азии и Ассоциацией государств Юго-Восточной Азии, и, как глава французской делегации «Союза за народное движение» в Европейском парламенте, является членом бюро «фракции Европейской народной партии».

### Карьера
- Специализация по анестезии и реанимации (1976 год);
- Доктор медицины (1977 год);
- Замещающий анестезиолог (включая реанимацию) (1971—1977 годы);
- Анестезиолог (включая реанимацию) в клинике Жанны д’Арк (Реюньон) (1977—1995 годы);
- Президент Регионального совета острова Реюньон (1993—1998 годы);
- Государственный секретарь по делам франкоязычного мира (1995—1997 годы);
- Депутат Европейского парламента (избрана в 1999, 2004), не баллотировалась на выборах 2009 года;
- Рыцарь Почётного легиона (1999 год);
- Офицер Почётного легиона (2010 год).